# DeLisha Milton-Jones
DeLisha Milton-Jones, född den 11 september 1974 i Riceboro, Georgia, är en amerikansk basketspelerska som tog tog OS-guld 2008 i Peking.  Detta var USA:s fjärde OS-medalj i dambasket i rad. Milton-Jones var även med och tog OS-guld 2000 i Sydney. Hon har spelat flera säsonger för Los Angeles Sparks.